# Бара Ґамбад
Бара Ґамбад (англ. Bara Gumbad, гінді बड़ा गुम्बद) — стародавня споруда, що утворює архітектурну композицію разом з П'ятничною мечеттю (Джама Масджід) та «мехман хана» (гостьовим будиночком) Сікандара Лоді, які розташовані у Садах Лоді, що у Делі (якщо дослівно перекласти цю назву українською мовою, то матимемо «Бара» — «Великий», «Ґамбад» — «Купол»). Побудована у 1490 році Сікандаром Лоді, дана споруда розташована у 100 метрах від Шіша Ґамбад та приблизно у 400 метрах від Гробниці Сікандара Лоді. Проте Бара Ґамбад не містить в собі жодного поховання, загально відома думка про те, що це гробниця з'явилася внаслідок помилкової гіпотези, що це окремо розташована могила. Місцевість у якій розташовано Бара Ґамбад має офіційну назву селище Хаірпур.

## Історія
Бара Ґамбад була побудована у 1490 році Сікандаром Лоді. Загалом у Садах Лоді, разом з Бара Ґамбад, міститься чотири споруди (гробниці). Найстаршою з цих чотирьох гробниць є гробниця Мухаммада Шаха, який належав до династії Саїдів. Гробниця Шаха була побудована у 1444 році Алауддіном Алам Шахом. Під час правління Сікандара Лоді були побудовані: Бара Ґамбад, прилегла мечеть та «мехман хана» (гостьовий будиночок). Гробниця ж Сікандара Лоді була побудована Ібрагімом Лоді у 1517 році. Спочатку усі дані споруди було побудовано незалежно одна від одної і вони не належали до однієї архітектурної композиції. Лише на початку 20-го століття, а саме 9 квітня 1936 року, Леді Віллінґдон створила парк, об'єднавши дані чотири споруди у одну архітектурну композицію.
Деякі історики також вважають, що Бара Ґамбад була побудована кимось з династії Лоді у 1490 році та була запозичена Сікандером Лоді у 1494 році як вхід до його мечеті.

## Побудова та архітектура
Бара Ґамбад була побудована як вхідні ворота до відповідної мечеті. Її поєднано у одну архітектурну композицію разом з даною мечеттю та «мехман хана» за допомогою невеличкої споруди з п'ятьма прогонами між колонами. Три з п'яти даних прогонів між колонами мають куполи, у той час як інші два мають склепінчасті дахи (над мечеттю та «мехман хана»). При цьому над центральними прогонами знаходяться низькі куполи, плаский дах над крайніми прогонами, еркер та загострені мінарети.

Бара Ґамбад має квадратний тип побудови, а прилегла до неї мечеть має напівкруглі башточки (схожі на мінарети) ззаду по боках і кутах. Поєднання дужок та промінчастих перемичок вказують на те, що дана архітектура є сумішшю мусульманської та індуїстської архітектур.
Бара Ґамбад 27 метрів (89 футів) заввишки, 19 метрів (62 фути) завдовжки та 19 метрів (62 фути) завширшки. Так само як і Шіша Ґамбад, Бара Ґамбад — це одноповерхова споруда, але при цьому, якщо подивитися на неї ззовні, то складається оманливе враження, що вона має два поверхи. Загальна площа Бара Ґамбад (без урахування мечеті та гостьового будиночка) складає 361 квадратний метр (3886 квадратних фути).

Бара Ґамбад, мечеть та «мехман хана» зроблені із сірого кварциту, червоного пісковику та суміші червоного, сірого та чорного каміння. Внутрішнє оздоблення є пласким та вирізьбленим у камені. Ця споруда прикрашена ліпниною та мальованими візерунками, а прилеглу мечеть вкрито кольоровою черепицею з листяним візерунком і цитатами з Корану, які вирізані у штукатурці та вкриті фарбою.

## Місце розташування
Бара Ґамбад є частиною Садів Лоді, що розташовані у Делі, що у Індії. Селище у якому розташовується ця споруда називається Хаірпур. Дані сади обмежені Амріта Шерґілл Марґ із заходу, північного заходу та півночі, Макс Муеллер Марґ зі сходу та Дорогою Лоді з південного боку. Гробницю ж Сафдарджанґа розташовано на південно-західному куті Садів Лоді.

## Галерея

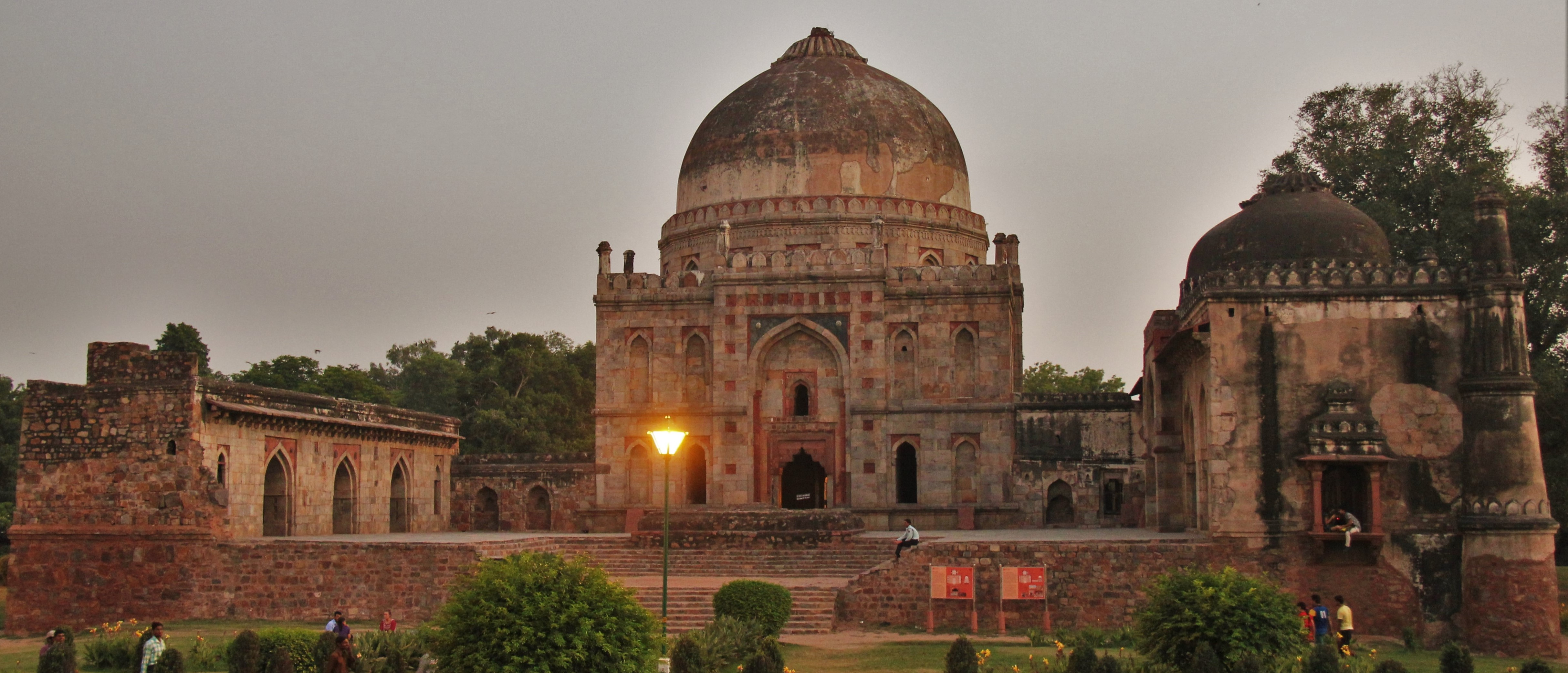
Бара Ґамбад. Фронтальний вигляд.

|  |  |  |  |